# Nikola Bursic
Pas d'image ? Cliquez ici

a Compétitions nationales et continentales officielles uniquement.

b Matchs officiels uniquement.
Dernière mise à jour le 19 janvier 2021.
Nikola Bursic, né le 12 août 1993 à Torrance (États-Unis), est un joueur international chilien d'origine américaine de rugby à XV qui évolue au poste de troisième ligne et de deuxième ligne.

## Biographie
Nikola Bursic commence sa formation au sein du Colegio Craighouse de Santiago. En 2011, il intègre l'équipe senior des Craighouse Old Boys (es), aussi appelée COBS. Il y joue à temps plein jusqu'en 2015. Pendant ce laps de temps, il remporte un premier titre de champion du Chili en 2013, et découvre la même année la sélection nationale. En parallèle de ses matchs au Chili, il évolue aussi avec Bengals d'Idaho State, université américaine où il fait ses études. 
En 2015, il signe un premier contrat professionnel aux États-Unis avec les Breakers de San Diego qui évoluent en PRO Rugby. Les saisons nord-américaines étant courtes, il reste licencié de son club des COBS, et remporte ainsi son deuxième titre national. En 2017, il reste au club et retourne aux États-Unis l'année suivante en signant pour les Gold de la Nlle-Orléans, qui évoluent dans la nouvelle Major League Rugby.
Continuant toujours d'évoluer au Chili une fois la saison américaine terminée, il remporte en 2018 un troisième titre national avec les COBS. Titulaire lors des huit rencontres disputées par les Gold, et élu meilleur joueur des Gold pour l'année 2018, il est logiquement prolongé pour un exercice supplémentaire. 
Fin 2018, il est titulaire en sélection lors d'un test match prestigieux face aux Māori de Nouvelle-Zélande. Au terme de la saison 2019, il prolonge de deux années avec les Gold, jusque fin 2021.
Après quatre saisons à La Nouvelle-Orléans, son contrat n'est pas renouvelé. Il revient alors au Chili, représentant toujours le Cobs.

## Palmarès
- Championnat du Chili de rugby à XV 2013, 2016, 2018

## Statistiques

### En sélection
| Année | Compétition                              | Matchs | Points | Essais | Transf. | Drops | Pénal. |
| ----- | ---------------------------------------- | ------ | ------ | ------ | ------- | ----- | ------ |
| 2013  | Test match                               | 1      | -      | -      | -       | -     | -      |
| 2014  | Championnat d'Amérique du Sud 2014       | 3      | -      | -      | -       | -     | -      |
| 2015  | Test match                               | 1      | -      | -      | -       | -     | -      |
| 2016  | Americas Rugby Championship 2016         | 5      | -      | -      | -       | -     | -      |
| 2016  | Test match                               | 2      | 5      | 1      | -       | -     | -      |
| 2017  | Americas Rugby Championship 2017         | 4      | 5      | 1      | -       | -     | -      |
| 2017  | Championnat d'Amérique du Sud 2017       | 4      | -      | -      | -       | -     | -      |
| 2017  | Coupe des Nations de Hong Kong 2017 (en) | 3      | -      | -      | -       | -     | -      |
| 2017  | Test match                               | 1      | 5      | 1      | -       | -     | -      |
| 2018  | Americas Rugby Championship 2018         | 4      | 5      | 1      | -       | -     | -      |
| Total | Total                                    | 28     | 20     | 4      | -       | -     | -      |

| Essai | Adversaire   | Lieu                                              | Compétition                      | Date             | Résultat | Score |
| ----- | ------------ | ------------------------------------------------- | -------------------------------- | ---------------- | -------- | ----- |
| 1     | Corée du Sud | Old Grangonian, Santiago                          | Test                             | 19 novembre 2016 | Défaite  | 36-38 |
| 1     | Uruguay      | Stade Charrúa, Montevideo                         | Americas Rugby Championship 2017 | 4 mars 2017      | Défaite  | 45-14 |
| 1     | Allemagne    | Sparda-Bank-Hessen-Stadion, Offenbach-sur-le-Main | Test                             | 25 novembre 2017 | Victoire | 10-32 |
| 1     | Uruguay      | Stade Municipal de La Pintana (es), La Pintana    | Americas Rugby Championship 2018 | 24 février 2018  | Défaite  | 15-67 |